# Mercedes McCambridge
Mercedes McCambridge (Joliet, Illinois, 16 de març de 1916 - La Jolla, Califòrnia, 2 de març de 2004) va ser una actriu estatunidenca nascuda amb el nom de Carlotta Mercedes Agnes McCambridge.

## Biografia
Mercedes McCambridge va néixer en el si d'una família immigrant irlandesa. Mercedes es graduaria en el Mundelein College de Chicago abans de començar la seva carrera com a actriu. Començaria la seva carrera com a actriu radiofònica durant la dècada dels 40, encara que també ho alternaria amb papers a Broadway. El seu treball més destacat en el període radiofònic seria el de Rosemary Levy en el serial Abie's Irish Rose, així com a les sèries I Love A Mystery, The Thing That Cries in the Night, Bury Your Dead, Arizona, The Million Dollar Curse, The Temple of Vampires o The Battle of the Century). Gairebé totes elles es van realitzar en la sintonia de la CBS.
La seva introducció al món del cinema arribaria per la porta gran. McCambridge es convertiria en l'antagonista de Broderick Crawford en la pel·lícula de 1949 All the King's Men. Per aquest paper, guanyaria l'Oscar a la millor actriu secundària, així com el Globus d'Or com l'actriu revelació de l'any.
El 1954, l'actriu coprotagonizaría al costat de Joan Crawford i Sterling Hayden la pel·lícula Johnny Guitar, en la qual encarna el paper de malvada de la pel·lícula. Encara que el que va passar és que tant McCambridge com Hayden van declarar el seu disgust de treballar amb Crawford. Poc després, en 1956 treballaria en el repartiment del gran clàssic de George Stevens Gegant. Tornaria a ser nominada en la categoria de millor actriu secundària, encara que aquesta vegada el guardó se l'emportaria Dorothy Malone per Escrit en el vent. El 1959, McCambridge tornaria a fer de dolenta. En aquesta ocasió al costat de Katharine Hepburn, Montgomery Clift i Elizabeth Taylor en el film de Joseph L. Mankiewicz, De sobte, l'últim estiu.
De tota manera, una de l'aportacions més importants de McCambridge va ser una actuació en la qual no apareix el seu rostre. La veterana actriu va ser la veu (en la versió anglesa) de la diabòlica possessió de l'actriu Linda Blair a L'exorcista. Se li va prometre a McCambridge un lloc en els títols de crèdit però va descobrir en l'estrena que el seu nom havia estat suprimit. La seva disputa amb el director William Friedkin i amb la Warner Bros. va arribar fins als tribunals. Finalment amb l'ajuda del Sindicat d'Actors, va fer que finalment s'inclogués el seu nom en els crèdits del film. S'explica que per aconseguir la veu diabòlica, McCambridge va deixar de dormir, va fumar més i va consumir licor i rovells d'ou crus.
McCambridge té dos estrelles en el Passeig de la Fama de Hollywood: com a actriu situada en el 1722 de Vine Street, i una altra en la televisió situada en el 6243 de Hollywood Boulevard. Va escriure les seves memòries sota el nom The Quality of Mercy: An Autobiography (Times Books, 1981), ISBN 0-8129-0945-3. McCambridge moriria el 2 de març de 2004 a La Jolla (Califòrnia), per causes naturals a l'edat de 87 anys

## Filmografia
| Any  | Pel·lícula                                      | Paper            | Notes                                           |
| ---- | ----------------------------------------------- | ---------------- | ----------------------------------------------- |
| 1949 | All the King's Men                              | Sadie Burke      | Oscar a la millor actriu secundària Globus d'Or |
| 1951 | Inside Straight                                 | Ada Stritch      |                                                 |
| 1951 | The Scarf                                       | Connie Carter    |                                                 |
| 1951 | Lightning Strikes Twice                         | Liza McStringer  |                                                 |
| 1951 | Screen Snapshots: Hollywood Awards              | Ella mateixa     | Paper curt                                      |
| 1954 | Johnny Guitar                                   | Emma Small       |                                                 |
| 1956 | Gegant (Giant)                                  | Luz Benedict     | Nominada - Oscar a la millor actriu secundària  |
| 1957 | Adeu a les armes (A Farewell to Arms)           | Miss Van Campen  |                                                 |
| 1958 | Touch of Evil                                   | Gang leader      | no surt als crèdits                             |
| 1959 | De sobte, l'últim estiu (Suddenly, Last Summer) | Mrs. Grace Holly |                                                 |
| 1960 | Cimarron                                        | Mrs. Sarah Wyatt |                                                 |
| 1961 | Angel Baby                                      | Sarah Strand     |                                                 |
| 1965 | Run Home Slow                                   | Nell Hagen       |                                                 |
| 1966 | Lost in Space                                   | Cybilla          | Sèries TV - Episodi 49: The Space Croppers      |
| 1968 | The Counterfeit Killer                          | Frances          |                                                 |
| 1969 | 99 Women                                        | Thelma D         |                                                 |
| 1969 | Justine                                         | Madame Dusbois   |                                                 |
| 1971 | The Last Generation                             |                  |                                                 |
| 1972 | The Other Side of the Wind                      | Maggie           |                                                 |
| 1973 | Sixteen                                         | Ma Irtley        |                                                 |
| 1973 | L'exorcista (The Exorcist)                      | Pazuzu           | només veu                                       |
| 1977 | Thieves                                         | Street Lady      |                                                 |
| 1979 | The Concorde ... Airport '79                    | Nelli            |                                                 |
| 1983 | Echoes                                          | Lillian Gerben   |                                                 |
| 1986 | Amazing Stories                                 | Miss Lestrange   | veu - episodi "Family Dog"                      |

## Premis
- Oscar a la millor actriu secundària per al seu paper a la pel·lícula All the King's Men.
- Globus d'Or a la millor actriu secundària per al seu paper a la pel·lícula All the King's Men.